# Inflacja kosmologiczna

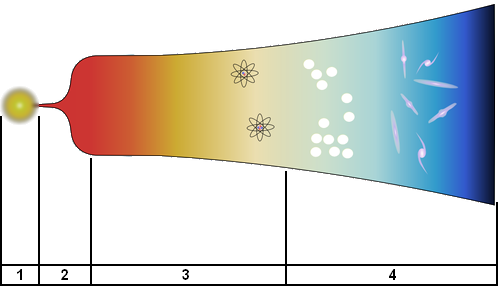
Schemat ewolucji Wszechświata
1) Wielki Wybuch, 2) epoka inflacji, 3) pierwotna nukleosynteza, 4) formowanie się galaktyk

Inflacja kosmologiczna – hipoteza kosmologiczna zaproponowana przez Alana Gutha (1981). Według niej wczesny Wszechświat przeszedł przez fazę szybkiego rozszerzenia się spowodowanego ujemnym ciśnieniem (dodatnią gęstością energii próżni). Ekspansja ta może być modelowana przez niezerową stałą kosmologiczną. Bezpośrednią konsekwencją jest wniosek, że cały obserwowalny Wszechświat początkowo był skoncentrowany w bardzo małym obszarze połączonym więzami przyczynowo-skutkowymi. Kwantowe fluktuacje w tym mikroskopijnym obszarze urosły do rozmiarów kosmicznych i stały się zaczątkami struktur kosmicznych.
Epoka kosmologicznej inflacji rozpoczęła się po epoce Wielkiej Unifikacji, tj. 10−36 s po Wielkim Wybuchu i trwała prawdopodobnie do 10−33–10−32 s po Wielkim Wybuchu, zwiększając liniowe rozmiary Wszechświata o czynnik co najmniej 1026, a jego objętość o czynnik co najmniej 1078. Pod jej koniec wyzwolona olbrzymia energia pola inflatonowego wypełniła przestrzeń gęstą, gorącą mieszaniną kwarków, antykwarków i gluonów (okres ten nazywany jest epoką oddziaływań elektrosłabych). Czas końca epoki inflacji nie jest dokładnie znany, jednak dobre wyniki standardowej teorii pierwotnej nukleosyntezy wskazują, że inflacja zakończyła się przed nią.

## Przewidywania hipotezy
Hipoteza inflacji rozwiązuje kilka ważnych, a dotąd nierozwiązanych, problemów standardowej kosmologii Wielkiego Wybuchu. Wśród nich są:
- problem płaskości,
- problem horyzontu – nadzwyczajna jednorodność w dużych skalach[2],
- problem monopoli magnetycznych,
- brak jakichkolwiek obserwowanych defektów topologicznych przewidzianych przez teorie wielkiej unifikacji (GUT).

W przewidywaniach standardowego modelu inflacji rozpatrywana jest płaska geometria Wszechświata oraz skala fluktuacji w mikrofalowym promieniowaniu tła. Występują także rozwiązania dla wysokoenergetycznych cząstek blisko lub w skali GUT.

## Problemy i warianty hipotezy
Podstawą dla oryginalnej hipotezy inflacji był specyficzny kształt potencjału skalarnych pól Higgsa, zakładanych przez teorie GUT. Na wykresie potencjału tworzy się punkt, w którym Wszechświat jest w stanie fałszywej próżni. Ten stan jest metastabilny, czyli energia jest chwilowo najniższa. Ponieważ jest jednak dodatnia, tworzy się ujemne ciśnienie, które powoduje, że przestrzeń rozszerza się coraz szybciej, a gęstość nie zmienia się. Ponieważ gęstość fałszywej próżni nie maleje wraz z rozszerzeniem, to nastąpił wykładniczy wzrost objętości Wszechświata. W końcu, w wyniku rozpadu w procesie kwantowego tunelowania, z fałszywej powstaje prawdziwa próżnia.
Jednym z problemów hipotezy inflacyjnej jest zaburzenie gęstości. Gdyby Wszechświat rozwijał się zgodnie z tym modelem, to byłby całkowicie jednorodny i gładki. Jednakże podczas ewolucji Wszechświata musiały utworzyć się pewne zaburzenia gęstości tak, aby z obszarów o większej gęstości powstały galaktyki i gromady galaktyk. Zaburzenia pola Higgsa zapewniają fluktuacje kwantowe, ale aby zaburzenia wytworzone na etapie inflacji odpowiadały temu, co obserwujemy teraz, gęstość energii pola Higgsa powinna być zdecydowanie niższa od przewidywanej.
Pewnym rozwiązaniem tego problemu jest wprowadzenie do hipotezy dodatkowego pola, określanego mianem pola inflatonowego, z pożądanymi własnościami. Jednakże nowe pole powoduje, że należy założyć istnienie odpowiednich warunków początkowych, decydujących o powstaniu Wszechświata, które miały być wyeliminowane za pomocą inflacji kosmologicznej.
Innym problemem jest to, że kwantowy rozpad doprowadziłby albo do inflacji, która zakończyłaby się prawie natychmiast, albo do wiecznej inflacji. Pierwszy przypadek nie spełnia swojej roli, drugi oznacza, że bąble, które wyszły z fazy inflacji, są od siebie oddzielone wciąż rozszerzającą się przestrzenią, więc w zasadzie nie mogą się łączyć, a to nie jest zgodne z obserwacjami, gdyż struktura pojedynczego bąbla nie jest widoczna w obserwowalnym Wszechświecie. Dlatego w dominującej obecnie nowej inflacji (zaproponowanej przez Andreia Lindego w 1982) pole, zamiast tunelować do stanu o niższej energii, powoli zmienia swoją wartość („stacza się”). Kwantowe fluktuacje mogą spowodować, że ta inflacja także będzie wieczna, gdyż obszary, w których pole cofnęło się do stanu o nieco wyższej energii, rozszerzają się szybciej. Inne warianty, takie jak inflacja hybrydowa, przewidują więcej niż jedno pole inflacyjne, przy czym jedno może czasowo uniemożliwiać drugiemu przejście do stanu o niższej energii. Takie modele, jak model Starobinskiego, zastępują pole skalarne modyfikacjami grawitacji.
Inflacja termiczna (thermal inflation) to przypadek, w którym pole jest utrzymywane w stanie o wyższej energii przez wysoką temperaturę.
Ciepła inflacja (warm inflation) uwzględnia obecność promieniowania obok energii próżni.
W 1997 roku istniało 50 odmian hipotezy inflacyjnej.
Do krytyków kosmologii inflacyjnej należy Roger Penrose.

## Próby udowodnienia
Od lat 80. XX wieku było wiele prób powiązania pola generującego energię próżni, które zostało przewidziane przez GUT, aby wykorzystać obserwacje do potwierdzenia tej hipotezy. Próby te mają dostarczyć odpowiedzi na pytanie o pochodzenie i naturę cząstek, które generują energię gęstości próżni, a które dla hipotezy inflacji pozostają zagadką.
W marcu 2014 roku ogłoszono wyniki eksperymentu BICEP2, potwierdzające istnienie polaryzacji typu B spójnego z hipotezą inflacji oraz pierwotnymi falami grawitacyjnymi we wczesnym Wszechświecie na poziomie {\displaystyle r=0,2_{-0,05}^{+0,07}.} Wyniki wymagają jeszcze potwierdzenia z innych eksperymentów, jednak jeżeli okażą się prawdziwe, będzie to silny dowód za inflacją kosmologiczną.